# Betsimisotra
Betsimisotra is een plaats en gemeente in Madagaskar, behorend tot het district Fandriana dat gelegen is in de regio Amoron'i Mania. Een volkstelling schatte in 2001 het inwonersaantal op ongeveer 8.000. 

## Geschiedenis
Tot 1 oktober 2009 lag Betsimisotra in de provincie Fianarantsoa. Deze werd echter opgeheven en vervangen door de regio Amoron'i Mania. Tijdens deze wijziging werden alle autonome provincies opgeheven en vervangen door de in totaal 22 regio's van Madagaskar.

## Onderwijs
Naast het basisonderwijs biedt de stad tevens middelbaar onderwijs aan.

## Economie
Landbouw biedt werkgelegenheid aan 98,5% van de beroepsbevolking. Het belangrijkste gewas in Betsimisotra is rijst, terwijl andere belangrijke producten bonen, cassave en zoete aardappelen betreffen. In de dienstensector werkt 1,5% van de bevolking. 